# Gramàtica lituana
La gramàtica lituana és l'estudi de la llengua lituana. Els mots d'aquesta llengua, antiga i difícil, tenen formes diferents segons l'ús que se'n fa.
Les categories gramaticals són les següents:
1. Substantiu (Daiktavardis)
2. Adjectiu (Būdvardis)
3. Verb (Veiksmažodis)
4. Nombre (Skaitvardis)
5. Pronom (Įvardis)
6. Adverbi (Prieveiksmis)
7. Partícula (Dalelytė)
8. Preposició (Prielinksnis)
9. Conjunció (Jungtukas)
10. Interjecció (Jaustukas)
11. Onomatopeia (Ištiktukas)

## Substantiu
El lituà distingeix entre nom propi (tikrinis daiktavardis) i nom comú (bendrinis daiktavardis). Els noms propis comencen sistemàticament per majúscules. Alguns noms, com per exemple sol o lluna, poden ser tant propis com comuns.
Hi ha gènere masculí i femení. Generalment, els mots masculins en nominatiu tenen la desinència -s, i els femenins -(i)a o -ė. No hi ha cap regla que determini el gènere d'un substantiu. Per exemple, upė (riu) és femení, però upelis (riera) és masculí. El gènere neutre no existeix, però hi ha algunes paraules que es poden aplicar a tots dos gèneres. La majoria d'aquestes paraules s'empren per descriure persones amb connotació negativa i acaben en -a, per exemple vėpla (babau), elgeta (rodamón), naktibalda (noctàmbul).

### Nombre
La majoria dels substantius tenen singular i plural. El lituà també té el nombre dual, però el seu ús està en retrocés. Hi ha substantius que només tenen forma singular, com pienas (llet), auksas (or), gripas (grip), laimė (sort); i d'altres que només tenen plural, com lubos (sostre), miltai (farina), kelnės (pantaló).

#### Substantius amb adjectius numerals
En lituà, a diferència de les llengües romàniques i germàniques, un substantiu determinat per un adjectiu numeral canvia segons quin numeral el precedeixi, de manera semblant a com succeeix en rus.
| Adjectiu numeral    | Forma          | Exemple           |
| ------------------- | -------------- | ----------------- |
| 1 (tret d'11)       | Singular       | 31 litas          |
| 2–9 (tret de 12–19) | Plural         | 25 litai          |
| 0 et 11–19          | genitiu plural | 110 litų 111 litų |

### Declinació
Els substantius tenen cinc declinacions, definides per la flexió al singular del nominatiu i del genitiu.
Alguns substantius d'origen estranger, com per exemple taksi (taxi) o tabu (tabú) són indeclinables.
El locatiu en té uns altres quatre:
- Inessiu
- Il·latiu: poc emprat.
- Al·latiu: emprat només en expressions idiomàtiques.
- Adessiu: desaparegut al lituà estàndard, només és present en alguns dialectes.

| #   | Flexió al singular | Flexió al singular | exemples                                      | Observacions                                                                             |
| #   | Nominatiu          | Genitiu            | exemples                                      | Observacions                                                                             |
| --- | ------------------ | ------------------ | --------------------------------------------- | ---------------------------------------------------------------------------------------- |
| I   | -as, -is, -ys      | -o                 | Vyras (home), medis (arbre), traukinys (tren) | Substantius masculins                                                                    |
| II  | -a, -i, -ė         | -os, -ės           | Varna (corb), marti (nora), varlė (granota)   | Tret d'algunes excepcions, substantius femenins                                          |
| III | -is                | -ies               | Avis (anyell), dantis (dent), pilis (castell) | Substantius masculins i femenins                                                         |
| IV  | -us                | -aus               | Sūnus (fill), skaičius (nombre), medus (mel)  | Arcaic. Únicament alguns substantius                                                     |
| V   | -uo, -ė            | -(en)s, -(er)s     | Vanduo (aigua), akmuo (pedra), duktė (filla)  | En retrocés, perquè la primera i la segona declinació s'empren per a aquests substantius |

#### Primera declinació
Masculí: -as, -is, -ys
|              | vaikas = nen | vaikas = nen | brolis = germà | brolis = germà | arklys = cavall | arklys = cavall |
|              | singular     | plural       | singular       | plural         | singular        | plural          |
| ------------ | ------------ | ------------ | -------------- | -------------- | --------------- | --------------- |
| Nominatiu    | vaikas       | vaikai       | brolis         | broliai        | arklys          | arkliai         |
| Genitiu      | vaiko        | vaikų        | brolio         | brolių         | arklio          | arklių          |
| Datiu        | vaikui       | vaikams      | broliui        | broliams       | arkliui         | arkliams        |
| Acusatiu     | vaiką        | vaikus       | brolį          | brolius        | arklį           | arklius         |
| Instrumental | vaiku        | vaikais      | broliu         | broliais       | arkliu          | arkliais        |
| Locatiu      | vaike        | vaikuose     | brolyje        | broliuose      | arklyje         | arkliuose       |
| Vocatiu      | vaike        | vaikai       | broli          | broliai        | arkly           | arkliai         |

Observacions:
- La desinència -e per al vocatiu singular s'aplica únicament als noms comuns, els noms propis tenen la desinència -ai.

#### Segona declinació
Femení: -a, -ė, -ti
|              | motina = mare | motina = mare | katė = gat | katė = gat | pati = dona    | pati = dona |
|              | singular      | plural        | singular   | plural     | singular       | plural      |
| ------------ | ------------- | ------------- | ---------- | ---------- | -------------- | ----------- |
| Nominatiu    | motina        | motinos       | katė       | katės      | pati           | pačios      |
| Genitiu      | motinos       | motinų        | katės      | kačių      | pačios         | pačių       |
| Datiu        | motinai       | motinoms      | katei      | katėms     | pačiai         | pačioms     |
| Acusatiu     | motiną        | motinas       | katę       | kates      | pačią          | pačias      |
| Instrumental | motina        | motinomis     | kate       | katėmis    | pačia          | pačiomis    |
| Locatiu      | motinoje      | motinose      | katėje     | katėse     | pačioje        | pačiose     |
| Vocatiu      | motina        | motinos       | kate       | katės      | pati (o pačia) | pačios      |

Observacions:
- Pati és un dels dos únics substantius que en lituà acaben en -ti. L'altre és marti (nora).

#### Tercera declinació
Masculí i femení: -is
|              | vagis = lladre (masc.) | vagis = lladre (masc.) | akis = ull (fem.) | akis = ull (fem.) |
|              | singular               | plural                 | singular          | plural            |
| ------------ | ---------------------- | ---------------------- | ----------------- | ----------------- |
| Nominatiu    | vagis                  | vagys                  | akis              | akys              |
| Genitiu      | vagies                 | vagių                  | akies             | akių              |
| Datiu        | vagiui                 | vagims                 | akiai             | akims             |
| Acusatiu     | vagį                   | vagis                  | akį               | akis              |
| Instrumental | vagiu                  | vagimis                | akimi             | akimis            |
| Locatiu      | vagyje                 | vagyse                 | akyje             | akyse             |
| Vocatiu      | vagie                  | vagys                  | akie              | akys              |

Observacions:
- Hi ha molt poques diferències entre les declinacions femenines i masculines, únicament al datiu i a l'instrumental singular.

#### Quarta declinació
Masculí: -us, -ius
|              | sūnus = fill | sūnus = fill | profesorius = professor | profesorius = professor |
|              | singular     | plural       | singular                | plural                  |
| ------------ | ------------ | ------------ | ----------------------- | ----------------------- |
| Nominatiu    | sūnus        | sūnūs        | profesorius             | profesoriai             |
| Genitiu      | sūnaus       | sūnų         | profesoriaus            | profesorių              |
| Datiu        | sūnui        | sūnums       | profesoriui             | profesoriams            |
| Acusatiu     | sūnų         | sūnus        | profesorių              | profesorius             |
| Instrumental | sūnumi       | sūnumis      | profesoriumi            | profesoriais            |
| Locatiu      | sūnuje       | sūnuose      | profesoriuje            | profesoriuose           |
| Vocatif      | sūnau        | sūnūs        | profesoriau             | profesoriai             |

#### Cinquena declinació
Masculí: -uo
|              | vanduo = aigua | vanduo = aigua | sesuo = germana / duktė = filla | sesuo = germana / duktė = filla |
|              | singular       | plural         | singular                        | plural                          |
| ------------ | -------------- | -------------- | ------------------------------- | ------------------------------- |
| Nominatiu    | vanduo         | vandenys       | sesuo/duktė                     | seserys/dukterys                |
| Genitiu      | vandens        | vandenų        | sesers/dukters                  | seserų/dukterų                  |
| Datiu        | vandeniui      | vandenims      | seseriai/dukteriai              | seserims/dukterims              |
| Acusatiu     | vandenį        | vandenis       | seserį/dukterį                  | seseris/dukteris                |
| Instrumental | vandeniu       | vandenimis     | seserimi/dukterimi              | seserimis/dukterimis            |
| Locatiu      | vandenyje      | vandenyse      | seseryje/dukteryje              | seseryse/dukteryse              |
| Vocatiu      | vandenie       | vandenys       | seserie/dukterie                | seserys/dukterys                |

Observacions:
- Aquseta declinació té només dos substantius femenins: sesuo (germana) i duktė (filla).

## Adjectius
Els adjectius tenen dos nombres: singular i plural. Concorden amb el substantiu en gènere, nombre i cas, i a diferència dels substantius, tenen tres gèneres.

### Declinacions
Els adjectius tenen tres declinacions determinades pel nominatiu singular i plural.
| Declinacions | Flexió al nominatiu singular | Flexió al nominatiu singular | Flexió al nominatiu plural | Flexió al nominatiu plural | Exemples                                                |
| Declinacions | Masculí                      | Femení                       | Masculí                    | Femení                     | Exemples                                                |
| ------------ | ---------------------------- | ---------------------------- | -------------------------- | -------------------------- | ------------------------------------------------------- |
| I            | -(i)as                       | -(i)a                        | -i                         | -os                        | šaltas, šalta (fred), šlapias, šlapia (mullat)          |
| II           | -us                          | -i                           | -ūs                        | -ios                       | švarus, švari (net), malonus, maloni (agradable)        |
| III          | -is                          | -ė                           | -iai                       | -ės                        | varinis, varinė (de cuir), laukinis, laukinė (salvatge) |
| III          | -is                          | -ė                           | -i                         | -ės                        | didelis, didelė (gran)                                  |

|              | geras = bon | geras = bon | geras = bon | geras = bon |
|              | masculí     | masculí     | femení      | femení      |
|              | singular    | plural      | singular    | plural      |
| ------------ | ----------- | ----------- | ----------- | ----------- |
| Nominatiu    | geras       | geri        | gera        | geros       |
| Genitiu      | gero        | gerų        | geros       | gerų        |
| Datiu        | geram       | geriems     | gerai       | geroms      |
| Acusatiu     | gerą        | gerus       | gerą        | geras       |
| Instrumental | geru        | gerais      | gera        | geromis     |
| Locatiu      | gerame      | geruose     | geroje      | gerose      |

|              | gražus = bonic | gražus = bonic | gražus = bonic | gražus = bonic |
|              | masculí        | masculí        | femení         | femení         |
|              | singular       | plural         | singular       | plural         |
| ------------ | -------------- | -------------- | -------------- | -------------- |
| Nominatiu    | gražus         | gražūs         | graži          | gražios        |
| Genitiu      | gražaus        | gražių         | gražios        | gražių         |
| Datiu        | gražiam        | gražiems       | gražiai        | gražioms       |
| Acusatiu     | gražų          | gražius        | gražią         | gražias        |
| Instrumental | gražiu         | gražiais       | gražia         | gražiomis      |
| Locatiu      | gražiame       | gražiuose      | gražioje       | gražiose       |

|              | vidutinis = mitjà | vidutinis = mitjà | vidutinis = mitjà | vidutinis = mitjà |
|              | masculí           | masculí           | femení            | femení            |
|              | singular          | plural            | singular          | plural            |
| ------------ | ----------------- | ----------------- | ----------------- | ----------------- |
| Nominatiu    | vidutinis         | vidutinisiai      | vidutinė          | vidutinisės       |
| Genitiu      | vidutinio         | vidutinių         | vidutinės         | vidutinių         |
| Datiu        | vidutiniam        | vidutiniams       | vidutinei         | vidutinėms        |
| Acusatiu     | vidutinį          | vidutinius        | vidutinę          | vidutines         |
| Instrumental | vidutiniu         | vidutiniais       | vidutine          | vidutinėmis       |
| Locatiu      | vidutiniame       | vidutiniuose      | vidutinėje        | vidutinėse        |

### Concordança
Per exemple, els substantius gatvė (carrer) i kelias (carretera) amb l'adjectiu tiesus (recte):
- Tiesi gatvė - tiesios gatvės (singular - plural)
- Tiesi gatvė - tiesus kelias (femení - masculí)
- Tiesi gatvė - tiesią gatvę (nominatiu - acusatiu)

La concordança no té lloc al gènere neutre, perquè no n'hi ha cap, de substantiu, neutre. Els adjectius que acaben en -is no tenen pas gènere neutre. La forma neutra dels adjectius en -as s'escriuen com els femenins (-a), tanmateix, l'accentuació és diferent. No tenen ni gènere ni nombre.

### Comparació
El lituà distingeix entre cinc graus de comparació. Els tres principals són els mateixos que en català. No hi ha cap irregularitat i tots els adjectius tenen els mateixos sufixos.
| Llengua | Gènere  | adjectiu | comparatiu         | comparatiu | superlatiu      | superlatiu            |
| ------- | ------- | -------- | ------------------ | ---------- | --------------- | --------------------- |
| Lituà   | Masculí | Geras    | Gerėlesnis         | Geresnis   | Geriausias      | Pats/visų geriausias  |
| Lituà   | Femení  | Gera     | Gerėlesnė          | Geresnė    | Geriausia       | Pati/visų geriausia   |
| Lituà   | Neutre  | Gera     | Gerėliau           | Geriau     | Geriausia       | Visų geriausia        |
| Català  |         | bon      | una mica millor    | millor     | força millor    | el millor             |
|         |         |          |                    |            |                 |                       |
| Lituà   | Masculí | Gražus   | Gražėlesnis        | Gražesnis  | Gražiausias     | Pats/visų gražiausias |
| Lituà   | Femení  | Graži    | Gražėlesnė         | Gražesnė   | Gražiausia      | Pati/visų gražiausia  |
| Lituà   | Neutre  | Gražu    | Gražėliau          | Gražiau    | Gražiausia      | Visų gražiausia       |
| Català  |         | bonic    | una mica més bonic | més bonic  | força més bonic | el més bonic          |

## Pronoms

### Pronoms personals
Els pronoms personals aš (jo), tu (tu), jis (ell) i ji (ella) es declinen de la manera següent:
|          |            |            | Nominatiu      | Genitiu  | Datiu    | Acusatiu | Instrumental | Locatiu   |
| -------- | ---------- | ---------- | -------------- | -------- | -------- | -------- | ------------ | --------- |
| Singular | 1a persona | 1a persona | aš             | manęs    | man      | mane     | manimi       | manyje    |
| Singular | 2a persona | 2a persona | tu             | tavęs    | tau      | tave     | tavimi       | tavyje    |
| Singular | 3a persona | Masculí    | jis            | jo       | jam      | jį       | juo          | jame      |
| Singular | 3a persona | Femení     | ji             | jos      | jai      | ją       | ja           | joje      |
| Dual     | 1a persona | Masculí    | mudu           | mudviejų | mudviem  | mudu     | mudviem      | mudviese  |
| Dual     | 1a persona | Femení     | mudvi          | mudviejų | mudviem  | mudvi    | mudviem      | mudviese  |
| Dual     | 2a persona | Masculí    | judu           | judviejų | judviem  | judu     | judviem      | judviese  |
| Dual     | 2a persona | Femení     | judvi          | judviejų | judviem  | judvi    | judviem      | judviese  |
| Dual     | 3a persona | Masculí    | juodu or jiedu | jųdviejų | jiedviem | juodu    | jiemdviem    | juodviese |
| Dual     | 3a persona | Femení     | jiedvi         | jųdviejų | jodviem  | jiedvi   | jodviem      | jiedviese |
| Plural   | 1a persona | 1a persona | mes            | mūsų     | mums     | mus      | mumis        | mumyse    |
| Plural   | 2a persona | 2a persona | jūs            | jūsų     | jums     | jus      | jumis        | jumyse    |
| Plural   | 3a persona | Masculí    | jie            | jų       | jiems    | juos     | jais         | juose     |
| Plural   | 3a persona | Femení     | jos            | jų       | joms     | jas      | jomis        | jose      |

### Pronoms possessius
En lituà els pronoms possessius són indeclinables, són formes antigues del genitiu que han restat fixes.
| Lituà | Català           |
| ----- | ---------------- |
| mano  | el meu*          |
| tavo  | el teu *2        |
| jo    | el seu *3        |
| jos   | el seu           |
| mūsų  | el nostre *4     |
| jūsų  | el vostre *5     |
| jų    | el seu / llur *6 |

- - el meu, la meva (la meua), els meus, les meves (les meues); mon, ma, mos, mes
- - *2 el teu, la teva (la teua), els teus, les teves (les teues); ton, ta, tos, tes
- - *3 el seu, la seva (la seua), els seus, les seves (les seues); son, sa, sos, ses
- - *4 el nostre, la nostra, els nostres, les nostres
- - *5 el vostre, la vostra, els vostres, les vostres
- - *6 el seu, la seva (la seua), els seus, les seves (les seus); llur, llurs

## Verb
Tots els verbs es reparteixen en tres conjugacions:
- 1a conjugació: és la més corrent. Inclou els verbs l'infinitiu dels quals acaba en -ati, -oti, -auti, -uoti o en una consonant seguida de -ti (dirbti). També inclou moltes excepcions.
- 2a conjugació: inclou els verbs l'infinitiu dels quals acaba en -ėti. No té gaires excepcions.
- 3a conjugació: inclou els verbs acabats en -yti.

A causa de la gran varietat de l'infinitiu, és difícil saber la conjugació d'un verb, així que és preferible assimilar-lo mitjançant la tercera persona del singular del present d'indicatiu i la tercera persona del singular del pretèrit de cada verb. Són les formes citades a la majoria de diccionaris.

### Present d'indicatiu
Le présent de l'indicatif est utilisé pour décrire une action présente ou en cours.
|           | dirbti = treballar | norėti = voler | skaityti = llegir |
| --------- | ------------------ | -------------- | ----------------- |
| Jo        | dirbu              | noriu          | skaitau           |
| Tu        | dirbi              | nori           | skaitai           |
| Ell/a     | dirba              | nori           | skaito            |
| Nosaltres | dirbame            | norime         | skaitome          |
| Vosaltres | dirbate            | norite         | skaitote          |
| Ells/es   | dirba              | nori           | skaito            |

Per exemple: dirbu = jo treballo; (tu) nori = tu vols; skaitome = nosaltres llegim

### Pretèrit
El pretèrit s'empra per descriure una acció passada. En funció del context és traduït al català bé pel perfet, bé pel passat simple o perifràstic.
|           | dirbti = treballar | norėti = voler | skaityti = llegir |
| --------- | ------------------ | -------------- | ----------------- |
| Jo        | dirbau             | norėjau        | skaičiau          |
| Tu        | dirbai             | norėjai        | skaitei           |
| Ell/a     | dirbo              | norėjo         | skaitė            |
| Nosaltres | dirbome            | norėjome       | skaitėme          |
| Vosaltres | dirbote            | norėjote       | skaitėte          |
| Ells/es   | dirbo              | norėjo         | skaitė            |

Per exemple: dirbau = jo vaig treballar* / he treballat; norėjai = tu vas voler *2 / has volgut; skaitėme = nosaltres vam llegir *3 / hem llegit.
- - jo vaig treballar o treballí
- - *2 tu vas voler, vares voler o volgueres
- - *3 nosaltres vam llegir, vàrem llegir o llegírem

### Passat iteratiu - imperfet
Aquest temps descriu una acció repetida en el passat. Correspon a l'imperfet català. El lituà és l'única llengua indoeuropea que té un temps propi per expressar la repetició en el passat. La seva construcció és regular:
- Cal treure la desinència de l'infinitiu -ti.
- Després cal afegir el sufix -dav-.
- Finalment la desinència de la primera conjugació.

|           | dirbti = treballar | norėti = voler | skaityti = llegir |
| --------- | ------------------ | -------------- | ----------------- |
| Jo        | dirbdavau          | norėdavau      | skaitydavau       |
| Tu        | dirbdavai          | norėdavai      | skaitydavai       |
| Ell/a     | dirbdavo           | norėdavo       | skaitydavo        |
| Nosaltres | dirbdavome         | norėdavome     | skaitydavome      |
| Vosaltres | dirbdavote         | norėdavote     | skaitydavote      |
| Ells/es   | dirbdavo           | norėdavo       | skaitydavo        |

Per exemple: dirbdavau = jo treballava
Observacions:
- La desinència ė de l'infinitiu dels verbs de la segona conjugació esdevé e.

### Futur
La seva construcció és regular:
- Cal treure la desinència -ti de l'infinitiu.
- Després s'ha d'afegir el sufix -s.
- Finalment les desinències.

|           | dirbti = treballar | norėti = voler | skaityti = llegir |
| --------- | ------------------ | -------------- | ----------------- |
| Jo        | dirbsiu            | norėsiu        | skaitysiu         |
| Tu        | dirbsi             | norėsi         | skaitysi          |
| Ell/a     | dirbs              | norės          | skaitys           |
| Nosaltres | dirbsime           | norėsime       | skaitysime        |
| Vosaltres | dirbsite           | norėsite       | skaitysite        |
| Ells/es   | dirbs              | norės          | skaitys           |

Per exemple, dirbsiu = jo treballaré; norėsi = tu voldràs; skaitysime = nosaltres llegirem

### Preverbs
Els preverbs s'afegeixen al verb per crear-ne un de nou amb el seu propi significat (com en català prendre, sorprendre, reprendre, suspendre, aprendre). La majoria dels prefixos tenen un sentit restrictiu que dona al sentit del verb original una direcció, un sentit particular, un límit en el temps... El preverb dona sovint un sentit aspectual perfectiu.
- ap-: al voltant (direcció, perfectiu)
- api-: variant d'ap davant b o p
- at-: des de (procedència, lloc, perfectiu)
- ati-: variant d'at davant d o t
- į-: dins (interior, perfectiu), ser capaç de (imperfectiu)
- iš-: fora (direcció, de vegades perfectiu)
- nu-: allunyament (direcció)
- -pa-: una mica, un temps (imperfectiu), sota (direcció, perfectiu)
- per-: a través (lloc, perfectiu), totalment (perfectiu)
- pra-: per (direcció, pefectiu), començant (temps, perfectiu estrany)
- pri-: alt, cap a (direcció, lloc, perfectiu), molt (de vegades perfectiu)
- su-: de tot arreu (procedència), junts (lloc, perfectiu), fins a (temps, perfectiu), totalment (acció llarga, perfectiu)
- už-: darrere (direcció, perfectiu)
- už-: sota (direcció, lloc), totalment (acció curta, perfectiu)
- ne- i be-: també són prefixos verbals, però creen formes diferents d'un verb i no pas verbs diferents. Ne- crea una forma negativa de verb, però be- precisa que l'acció es pot interrompre. Ne- i be- poden fer-se servir davant de tots els prefixos, ne- pot també prefixar be-, i es crea el prefix nebe-. Be- s'empra més sovint als participis i semiparticipis per marcar que l'acció principal en la frase no és sincrònica amb l'acció del participi.
- Tret del cas de nebe- mai no poden haver-hi dos prefixos davant d'un verb.